# Beautiful Boy
Engle går i hvidt er en amerikansk biografisk dramafilm fra 2018 og er instrueret af Felix Van Groeningen.

## Medvirkende
- Steve Carell som David Sheff
- Timothée Chalamet som Nic Sheff
- Maura Tierney som Karen Barbour
- Christian Convery som Jasper Sheff
- Oakley Bull som Daisy Sheff
- Kaitlyn Dever som Lauren
- Amy Ryan som Vicki Sheff
- Stefanie Scott som Julia
- Julian Works som Gack